# Alan Harrington
Alan Charles Harrington (født 17. november 1933 i Penarth, Wales, død 23. december 2019) var en walisisk fodboldspiller (forsvarer).
Harrington tilbragte hele sin aktive karriere, fra 1951 til 1966, hos Cardiff City F.C. Han nåede at spille næsten 350 ligakampe for klubben, der i perioden flere gange var at finde i den bedste engelske række.
Harrington spillede desuden 11 kampe for det walisiske landshold. Hans første landskamp var et opgør mod Nordirland 11. april 1956, hans sidste en kamp mod Skotland 8. november 1961. Han blev ikke udtaget til den walisiske trup til VM i 1958 i Sverige.